# خوان كارلوس دومينغيز (لاعب كرة قدم)
خوان كارلوس دومينغيز (بالإسبانية: Juan Carlos Domínguez)‏ هو لاعب كرة قدم أرجنتيني في مركز الهجوم، ولد في 3 نوفمبر 1943. لعب مع تشاكاريتا جيونيورز وريفر بليت.

## وصلات خارجية
- خوان كارلوس دومينغيز على موقع أوليمبيديا (الإنجليزية)